# Jan Pommer
J.C.M. (Jan) Pommer (Hoogland, 24 december 1951) is een Nederlands voormalig bestuurder. Hij is lid van het CDA. Van 1990 tot juli 2019 was hij burgemeester van achtereenvolgens Ammerzoden, Maasdriel en Sint-Michielsgestel.

## Loopbaan
Na het doorlopen van het het gymnasium in Amersfoort, behaalde hij zijn meesterstitel rechtsgeleerdheid aan de Rijksuniversiteit Utrecht. Als voorzitter van de KVP-jongerenorganisatie in Hoogland werd hij in 1976 benoemd op de afdeling Welzijn van de gemeente Baarn. Voor hij burgemeester werd was hij plaatsvervangend kabinetschef van de commissaris van de Koningin in Utrecht. De eerste burgemeesterspost van deze jurist was de gemeente Ammerzoden (1990 - 1998). Toen deze gemeente op 1 januari 1999 opging in de gemeente Maasdriel, werd hij de burgemeester van die gemeente. In het voorjaar van 2003 volgde zijn benoeming tot burgemeester van Sint-Michielsgestel. Pommer was bestuurslid van het CDA.
Pommer is oud-voorzitter van de Bond van Oranjeverenigingen en lid van de commissie Veiligheid van de VNG. Op 24 april 2015 ontving hij uit handen van commissaris van de Koning Wim van de Donk de onderscheiding ridder in de Orde van Oranje-Nassau. Op 14 juni 2018 heeft Pommer aan de gemeenteraad zijn aftreden bekendgemaakt in verband met pensionering. Eind juni 2019 was zijn afscheid, per 5 juli 2019 is zijn opvolger Han Looijen benoemd.
Jan Pommer is een broer van componist en dirigent Jos Pommer.